# Orival (Seine-Maritime)
Orival is een gemeente in het Franse departement Seine-Maritime (regio Normandië) en telt 1071 inwoners (1999). De plaats maakt deel uit van het arrondissement Rouen.
In een bos in de gemeente (Forêt domaniale de la Londe-Rouvray) langsheen de Seine werden sporen van een Gallisch oppidum gevonden

## Geografie
De oppervlakte van Orival bedraagt 9,6 km², de bevolkingsdichtheid is 111,6 inwoners per km².
De onderstaande kaart toont de ligging van Orival (Seine-Maritime) met de belangrijkste infrastructuur en aangrenzende gemeenten.

## Demografie
Onderstaande figuur toont het verloop van het inwonertal (bron: INSEE-tellingen).